# Ферентилло
Ферентилло (итал. Ferentillo) — коммуна в Италии, располагается в регионе Умбрия, подчиняется административному центру Терни.
Население составляет 1897 человек, плотность населения составляет 27 чел./км². Занимает площадь 69 км². Почтовый индекс — 5034. Телефонный код — 0744.
Покровителем населённого пункта считается святой Себастьян. Праздник ежегодно празднуется 20 января.